# Dünnwald (Kolonia)
Dünnwald, Köln-Dünnwald — dzielnica miasta Kolonia w Niemczech, w okręgu administracyjnym Mülheim, w kraju związkowym Nadrenia Północna-Westfalia, na prawym brzegu Renu.